# Austria ai III Giochi olimpici invernali
L'Austria partecipò ai III Giochi olimpici invernali, svoltisi a Lake Placid, Stati Uniti, dal 4 al 15 febbraio 1932, con una delegazione di 7 atleti impegnati in cinque discipline.

## Medagliere

### Per discipline
| Sport                 | Oro | Argento | Bronzo | Totale |
| --------------------- | --- | ------- | ------ | ------ |
| Pattinaggio di figura | 1   | 1       | 0      | 0      |
| Totale                | 1   | 1       | 0      | 0      |

### Medaglie
| Medaglia | Atleta        | Sport                 | Evento    |
| -------- | ------------- | --------------------- | --------- |
| Oro      | Karl Schäfer  | Pattinaggio di figura | Maschile  |
| Argento  | Fritzi Burger | Pattinaggio di figura | Femminile |